# Ordinul Cartusian
| Ordinul Cartusian                                                    | Ordinul Cartusian                                                     |
| -------------------------------------------------------------------- | --------------------------------------------------------------------- |
| Blazonul mănăstirii Grande Chartreuse, utilizat de Ordinul Cartusian |                                                                       |
| Nume oficial                                                         | Ordre des Chartreux                                                   |
| Fondator                                                             | sfântul Bruno, Saint-Pierre-de-Chartreuse                             |
| Data înființării                                                     | 23 iunie 1084 (în urmă cu 940 ani, 255 zile).                         |
| Deviza                                                               | Stat Crux dum volvitur orbis („Crucea stă în timp ce lumea se mișcă”) |
| Sit oficial                                                          | http://www.chartreux.org                                              |
| Ordine religioase                                                    |                                                                       |

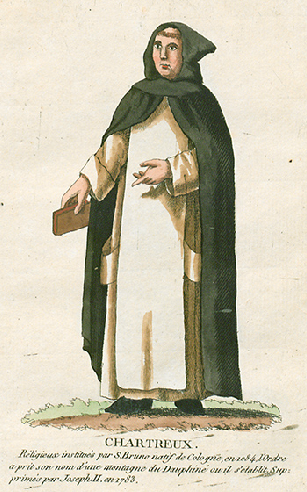
Cartusian / Chartreux

Ordinul cartusian (în franceză, l'Ordre des Chartreux, precum și Ordre cartusien), este un ordin religios de tip semi-eremitic, fondat în 1084 de Sfântul Bruno și șase însoțitori (patru clerici și doi laici). Și-a luat numele de la masivul Chartreuse, situat la nord de Grenoble, în comuna Saint-Pierre-de-Chartreuse, în departamentul Isère, unde se află și actuala mănăstire Grande Chartreuse. Din 2014 ministrul general al ordinului este Dysmas de Lassus.

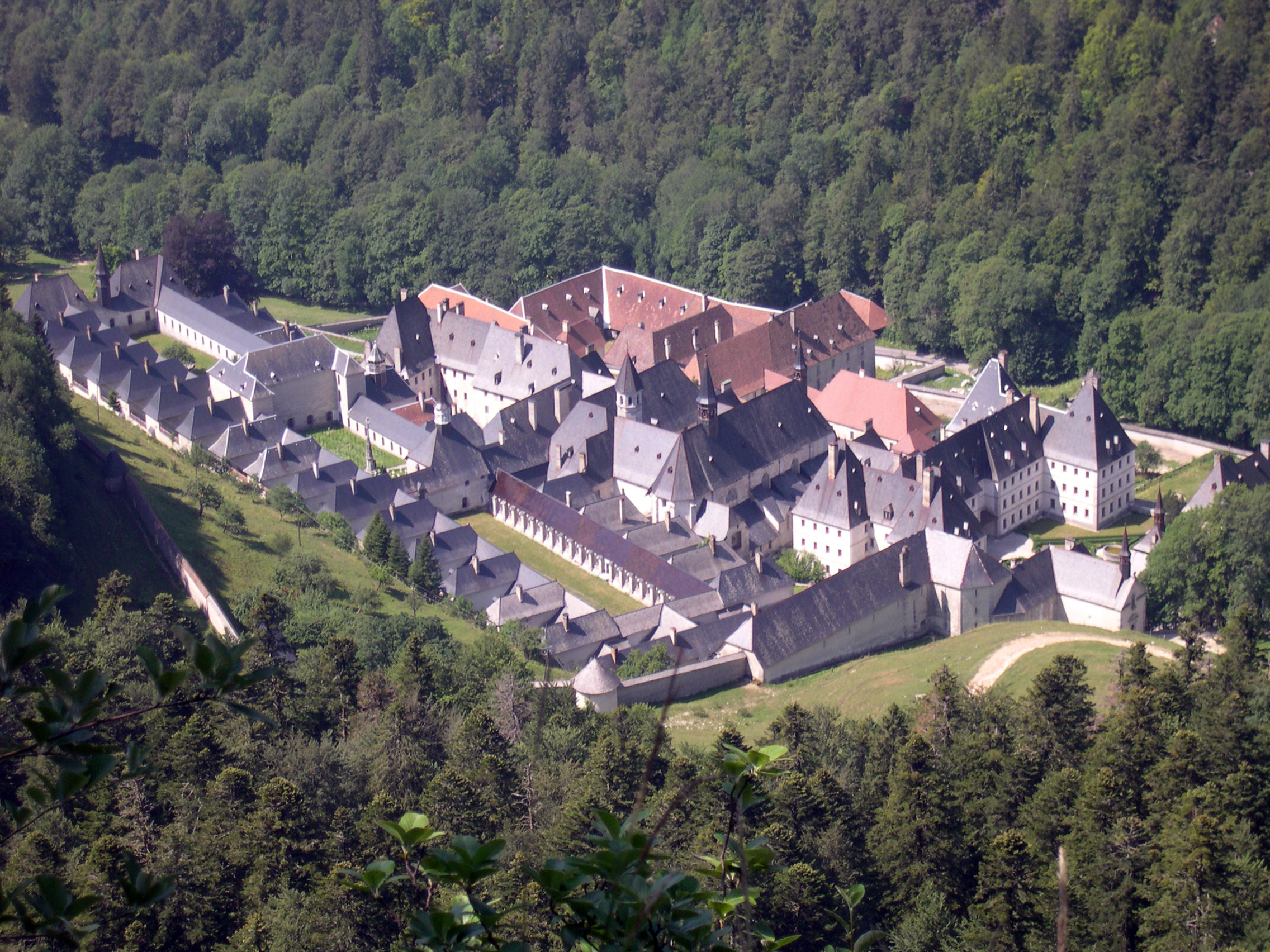
Mănăstirea Grande Chartreuse.

## Comunitatea mănăstirii Grande Chartreuse

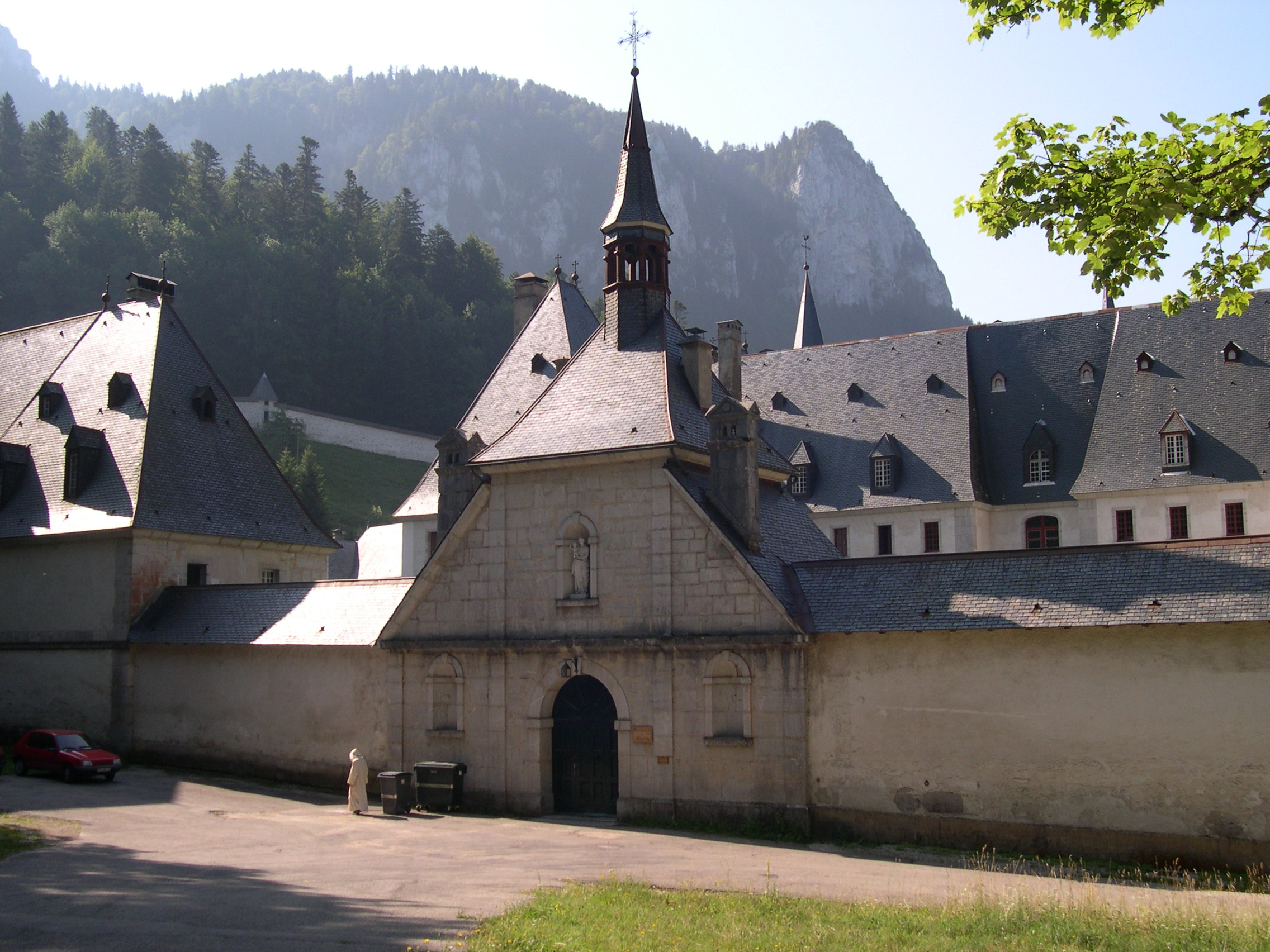
Intrarea principală în Grande Chartreuse.

Viața, tradițiile și istoria ordinului sunt indisociabile de cele ale casei-mamă, mănăstirea Grande Chartreuse, situată în împrejurimile comunei Saint-Pierre-de-Chartreuse, în departamentul Isère, din Franța. Superiorul mănăstirii, șef al ordinului, și comunitatea joacă un rol fundamental în viața și evoluția ordinului. Părintele general este superiorul său. Membrii săi pot fi aleși prin definiție de capitulul general; ei îl asistă direct pe Părintele Reverend în administrarea ordinului. Ei joacă, mai ales cu privire la ordin, un rol exemplar tacit. Până într-o perioadă recentă, comunitatea de la Chartreuse nu făcea obiectul vizitelor canonice.

## Istoria cartusienilor

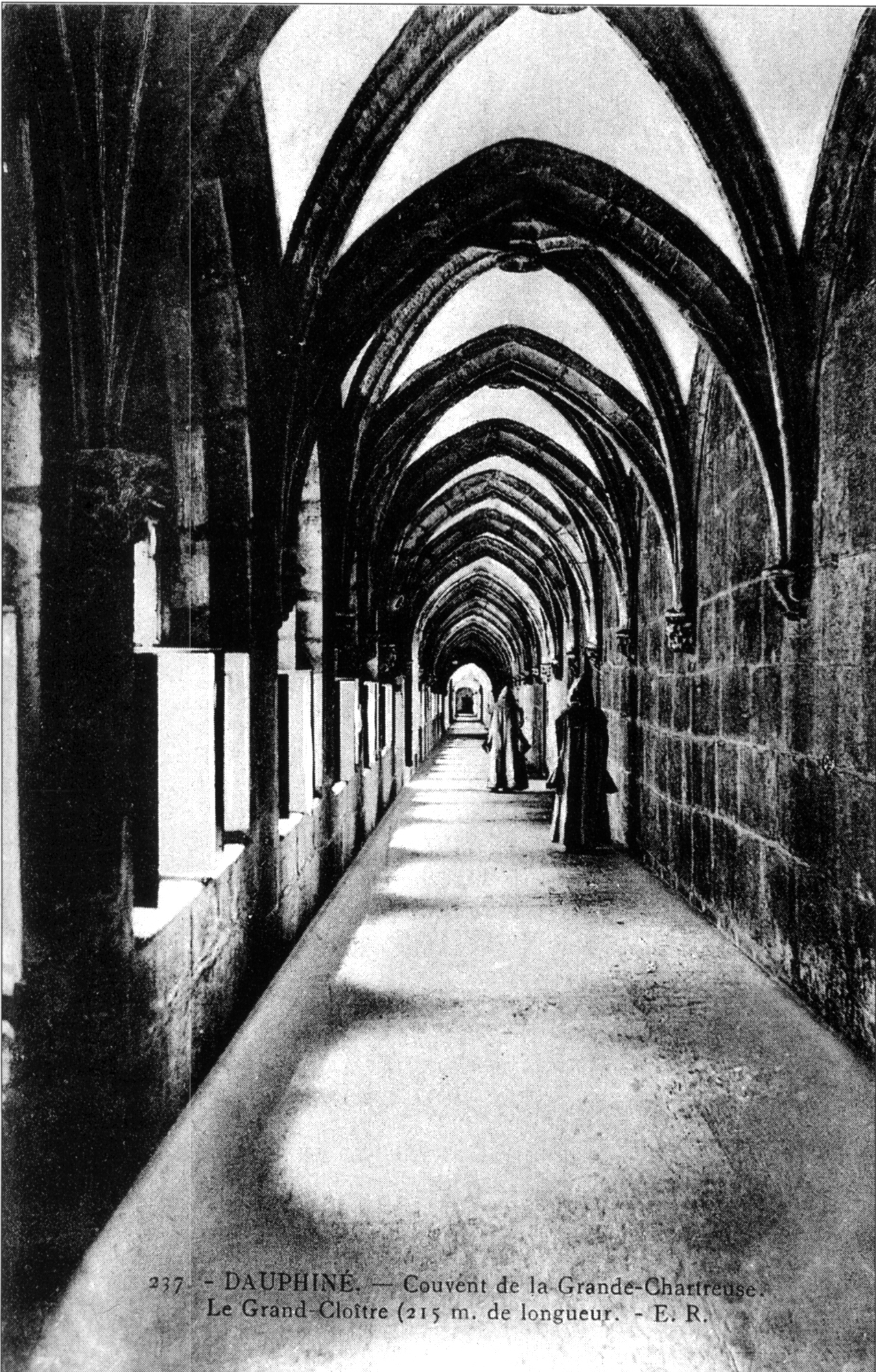
Marea mănăstire Grande Chartreuse, la începutul secolului al XX-lea.

Istoria Cartusienilor începe în 1084 cu la fondarea primei mănăstiri în masivul muntos Chartreuse, deasupra orașului Grenoble în Dauphiné, de Sfântul Bruno, originar din Köln, și șase însoțitori ai săi (patru clerici: Lanuin, Hugues le Chapelain, Étienne și Étienne, cât și doi laici: André și Guérin), care au fondat împreună comunitatea Grande Chartreuse, casa-mamă a Ordinului Cartusian.
În 1090 Bruno a fost chemat de papa Urban al II-lea la Roma, care l-a trimis în Calabria să fondeze un nou ermitaj, fără legătură instituțională cu prima fundație de la Chartreuse. După moartea sa, survenită la 6 octombrie 1101, această a doua fundație s-a alipit rapid de Ordinul Cistercian. Nu s-a afiliat la Ordinul Cartusian decât în secolul al XVI-lea, când Cartusienii s-au instalat acolo într-un mod durabil.

### Deviză, blazon, siglă

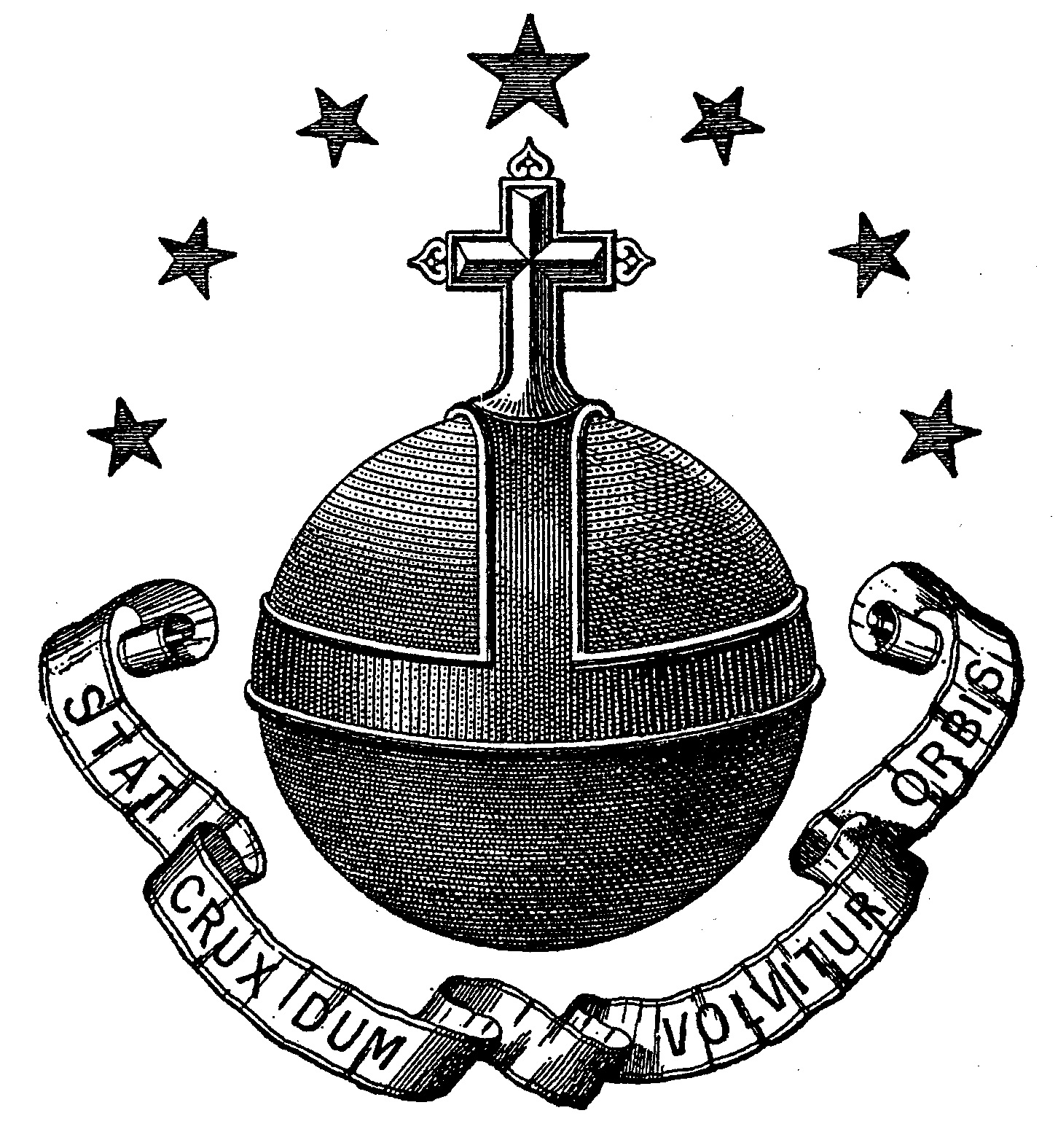
Emblema și deviza Ordinului Cartusian

Deviza Ordinului Cartusian, apărută târziu, este Stat Crux dum volvitur orbis (în română: „Crucea stă, în timp ce lumea se mișcă”).

## Personalități
- Niccolò Albergati⁠(en)[traduceți] (1373-1443), arhiepiscop de Bologna, diplomat, mediator în conflictul dintre Anglia și Franța (Războiul de 100 de Ani)